# Deutsche Bank
Deutsche Bank (также До́йче банк, Немецкий банк) — крупнейший по числу сотрудников и сумме активов финансовый конгломерат Германии. Правление банка располагается во Франкфурте-на-Майне.
Deutsche Bank — универсальный, один из 30 важнейших транснациональных банков по данным Совета по финансовой стабильности. Ему принадлежат коммерческие, ипотечные, инвестиционные банки, лизинговые компании и другие компании, он обслуживает 28 миллионов клиентов через сеть из 1432 отделений, а также филиалы и представительства в 59 странах мира. Банк является крупнейшим участником валютного рынка, придаёт большое значение инвестиционной деятельности и эмиссии собственных ценных бумаг. С 2011 года входит в число глобально системно значимых банков.
Согласно материалам Международного консорциума журналистских расследований входит в число мировых лидеров по содействию отмыванию денег, через него проходит значительная часть от $2,4 трлн теневых транзакций, совершаемых через банки ежегодно (теневой считается транзакция, хотя бы один из участников которой является зарегистрированным в офшорной зоне анонимным клиентом). В первую пятерку входят также два банка из США, JPMorgan Chase и The Bank of New York Mellon, и два из Великобритании, HSBC и Standard Chartered.

## История

### XIX век
Deutsche Bank был основан в Берлине 10 марта 1870 года с одобрения короля Пруссии в форме акционерного общества. Свою деятельность банк начал 9 апреля того же года, его возглавили Георг фон Сименс (Georg von Siemens), Герман Валлих (Hermann Wallich) и Вильгельм Платениус (Wilhelm Platenius), а его капитал составлял 5 млн талеров (в сегодняшнем эквиваленте около 1 миллиарда евро). Начальная численность персонала банка составляла всего около 50 сотрудников. Создание компании совпало с объединением Германии и победой во франко-прусской войне. Выплата Францией репараций на 5 млрд франков способствовала развитию экономики Германии, в 1871 году талер был заменен на марку, обеспеченную золотом. Deutsche Bank также быстро развивался, уже в первые два года были открыты отделения в Бремене и Гамбурге. Кроме того, в 1872 году начали свою деятельность отделения банка в Шанхае и Йокогаме, которые, однако, из-за значительных убытков уже в 1875 году снова были закрыты . В 1873 году был открыт филиал в Лондоне, а капитал банка вырос до 15 млн талеров.
Поскольку Deutsche Bank сосредоточился на зарубежных операциях, ему удалось без потерь преодолеть финансовый кризис 1873-75 годов, приведший к банкротству многих конкурентов. Благодаря различным покупкам, в том числе приобретению в 1876 году Deutsche Union-Bank и Berliner Bankverein, Deutsche Bank стал крупнейшим банком Германии по величине активов. В 1877 году он вошёл в синдикат ведущих частных банков, известный как Прусский консорциум. Участвовал в размещении государственных займов, в частности в 1899 году займа Пруссии в 125 млн марок и в то же время займа Второго германского рейха в размере 75 млн марок.
В 1886 году был основан Deutsche Übersee-Bank, что стало началом реализации новой стратегии банка по освоению латиноамериканского рынка с помощью дочерних фирм. В рамках этой стратегии Deutsche Bank принял участие в создании немецко-азиатского банка (Deutsch-Asiatische Bank), основанного в 1889 году в Шанхае консорциумом из 13 финансовых институтов. Этот банк успешно развивался вплоть до начала Первой мировой войны и стал предшественником нынешнего банка Deutsche Bank (Asia Pacific), являющегося дочерней фирмой концерна Deutsche Bank на азиатском финансовом рынке. Однако расширение сети своих филиалов на территории Германии на этом этапе не входило в число приоритетов деятельности банка.
В 80-х и 90-х годах XIX века банк активно участвовал в финансировании строительства электростанций и железных дорог как в Германии, так и за её пределами, особенно в Южной Америке, Восточной Азии и Османской империи. Наиболее значимыми проектами этого времени было инвестирование в компанию Edison General Electric в США, строительство электростанции в Аргентине и Анатолийской железной дороги в Турции, финансовая реорганизация Northern Pacific Railroad в США. Параллельно банк успешно расширял свои связи с немецкой индустрией, в частности с такими крупными фирмами, как Siemens, Krupp, BASF и AEG.

### Начало XX века
В октябре 1901 года умер фон Сименс, но, как и в большинстве других немецких банков, все решения принимались советом директоров, поэтому его смерть не сказалась на работе банка. Он продолжал расширяться и на 1914 год он располагал 46 отделениями, а капитал увеличился в шесть раз с момента основания (200 млн марок, 112,5 млн марок резерва и 1,58 млрд марок депозитов и заёмных средств). Deutsche Bank продолжал расширяться и во время Первой мировой войны, скупая другие банки, но поражение в войне привело экономику Германии на грань краха. Характерной чертой послевоенного кризиса экономики стала гиперинфляция — в 1923 году одна золотая марка была эквивалентна триллиону бумажных марок.
После начала всемирного экономического кризиса в 1929 году произошло слияние Deutsche Bank с его основным конкурентом Disconto-Gesellschaft, что позволило сократить административные расходы.

### 1933—1945 годы
В 1933 году в Германии к власти пришли национал-социалисты. Deutsche Bank сотрудничали с новой властью: из совета директоров были отправлены в отставку трое евреев, банк участвовал в «аризации» еврейской собственности, финансировал проекты нацистов, скупал выпускаемые ими облигации. В 1999 году Deutsche Bank и десятки других немецких компаний внесли 5,2 млрд долларов в фонд для компенсаций принудительным рабочим концлагерей.

### Послевоенная реорганизация
После разделения Германии на Восточную и Западную головной офис Deutsche Bank переместился в Гамбург, а отделения в Восточной Германии стали основой новообразованного Berliner Disconto Bank AG. В 1947-48 годах его отделения в Западной Германии были распределены между тремя банками: Norddeutsche Bank AG, Rheinisch-Westfälische Bank AG и Süddeutsche Bank AG (северонемецкий, рейно-вестфаленский и южнонемецкий банки). В 1957 году эти банки воссоединились в Deutsche Bank AG со штаб-квартирой во Франкфурте-на-Майне. На тот момент в банке работали 16 000 сотрудников, а активы составляли 8,4 млрд марок.

### 1960—2000 годы
В 1960-х годах банк сосредоточился на обслуживании мелких вкладчиков и начал процесс восстановления международных операций. В 1968 году Deutsche Bank совместно с нидерландским Amsterdam-Rotterdam Bank, британским Midland Bank и бельгийским Societé Generale de Banque основали в Нью-Йорке European-American Bank & Trust Company. В 1972 с теми же банками основал Eurasbank (Евро-азиатский банк), а в 1987 году выкупил доли партнёров по консорциуму.
В 1960-х и 1970-х годах банк активно инвестировал в промышленные компании и на 1979 год имел своих представителей в наблюдательных советах примерно 140 компаний, среди которых были Daimler-Benz, Volkswagen, Siemens, AEG, Thyssen, Bayer, Nixdorf, Allianz, и Philipp Holzmann.
Отделение Deutsche Bank в Нью-Йорке было открыто в 1979 году, банк начал активно действовать на рынке государственных ценных бумаг и в 1990 году Федеральная резервная система США признала Deutsche Bank Government Securities Inc. первичным дилером государственных облигаций. В 1992 году было образовано североамериканское отделение Deutsche Bank North America. 30 ноября 1989 года в результате теракта был убит председатель правления Альфред Херрхаузен.
В 1984 году была куплена доля (4,9 %) в Morgan Grenfell, в 1989 году за 1,5 млрд долларов была приобретена и оставшаяся часть этой британской инвестиционной фирмы; она была основана в 1839 году как торговый банк Джорджа Пибоди и впоследствии имела тесные связи с J.P. Morgan & Co. В 1995 году Deutsche Bank все свои инвестиционные банковские операции объединил в новую компанию Deutsche Morgan Grenfell (DMG), созданную на основе этой фирмы. Помимо коммерческого и инвестиционного банкинга Deutsche Bank также решил заняться страхованием, и созданное в 1989 году страховое подразделение сразу стало сильным конкурентом крупнейшей страховой компании не только ФРГ, но и всей Европы Allianz Group.
В 1990-е годы банк начал активно осваивать Восточную Европу, в первую очередь воссоединившуюся с ФРГ бывшую ГДР, где был куплен Deutsche Kreditbank. К 1994 году Deutsche Bank имел более 300 отделений в Восточной Германии, а также в России, Чехии, Болгарии, Польше и Венгрии. В середине 1990-х более половины всего бизнеса Deutsche Bank переместилась в Лондон, в компанию были приглашены ведущие специалисты отрасли из конкурирующих фирм. Наиболее значимым приобретением конца XX века был банк Bankers Trust Corp., седьмой по величине банк США. Сумма сделки, которая была завершена в июне 1999 года, составила 10 млрд долларов.

### XXI век
С 2001 года акции Deutsche Bank попали в листинг Нью-Йоркской фондовой биржи. В 2004 году было открыто отделение в Пекине. Банк продолжал расширяться за счёт поглощений компаний Scudder Investments (США, 2002 год), Rued Blass & Cie (Швейцария, 2002 год), Объединённой финансовой группы (Россия, 2006 год), а также немецких банков Norisbank, Berliner Bank и Postbank (в 2008 году 30 % акций, в 2012 году полностью).
Deutsche Bank оказался одним из главных действующих лиц в мировом финансовом кризисе, начавшемся в 2007 году, поскольку был одним из основных игроков на рынке американских ипотечных обеспеченных долговых обязательств (collateralized debt obligation, CDO); крах этого рынка считается одной из причин финансового кризиса. Deutsche Bank 2008 финансовый год впервые за 50 лет завершил с убытком, несмотря на миллиарды долларов, полученные по соглашению с AIG (включая $11,8 млрд из той суммы которая была переведена AIG казначейством США в рамках рефинансирования). За продажу таких облигаций инвесторы подавали иски, а регулирующие органы выдвигали обвинения против банка. 3 января 2014 года банк согласился в досудебном порядке удовлетворить претензии своих американских акционеров; ранее он заплатил 1,93 млрд долларов американскому агентству финансирования недвижимости (англ. US Housing Finance Agency); в январе 2017 года сумма урегулирования Deutsche Bank с Департаментом юстиции США составила 7,2 млрд долларов, из них 4,1 млрд долларов в форме списания долгов клиентов, пострадавших от ипотечного кризиса.

#### Кризис финансовой стабильности
Списание обесценившихся облигаций, штрафы и выплаты в связи с ипотечным кризисом и ряд скандалов, в которых оказался замешанным Deutsche Bank, поставили его к 2016 году в тяжёлое финансовое положение. 2015 и 2016 финансовые годы были завершены с убытками в 6,8 млрд евро и 1,4 млрд евро соответственно, также с убытком был завершён и 2017 год — даже несмотря на возмещение корпоративного налога в США в связи с налоговой реформой. В рамках реорганизации в 2016 году были проданы британская страховая компания Abbey Life (купленная в 2007 году у Lloyds Banking Group), 20-процентная доля в китайском банке Huaxia Bank и часть розничной сети в Польше. Также было ликвидировано созданное в 2012 году подразделение неосновных активов, часть которых была продана (компания по управлению портовыми терминалами Maher Terminals USA LLC и доля в компании Red Rock Resorts), остальные были распределены по другим подразделениям.
В начале 2018 года взамен двух соуправляющих банка Юргена Фитчена и Джона Краена был назначен Кристиан Зевинг. С 2007 года Postbank был интегрирован в подразделение частного и коммерческого банка, также было проведено размещение акций дочерней компании по управлению активами DWS (при этом банк сохранил за собой контрольный пакет). Осенью 2018 года началась подготовка к возможному слиянию с Commerzbank, одним из основных конкурентов в Германии, также испытывающим значительные трудности. В марте 2019 года Deutsche Bank сообщил, что переговоры о слиянии продолжаются, но «уверенности в том, что какая-либо транзакция состоится, нет». В июне от сделки отказались и было объявлено о начале значительного сокращения числа сотрудников, на 20 тысяч в течение нескольких лет.
По итогам 2019 года чистые убытки составили почти 5,3 млрд евро на фоне прибыли в 2018 году в размере 341 млн евро. Подобные результаты руководство банка объясняло принятой программой реформ для повышения доходности и ориентированности на клиентов.
В декабре 2020 года стало известно, что Deutsche Bank в третьем квартале 2021 года покинет Уолл-стрит и переедет на Коламбус-сёркл неподалёку от Центрального парка Нью-Йорка.

## Деятельность

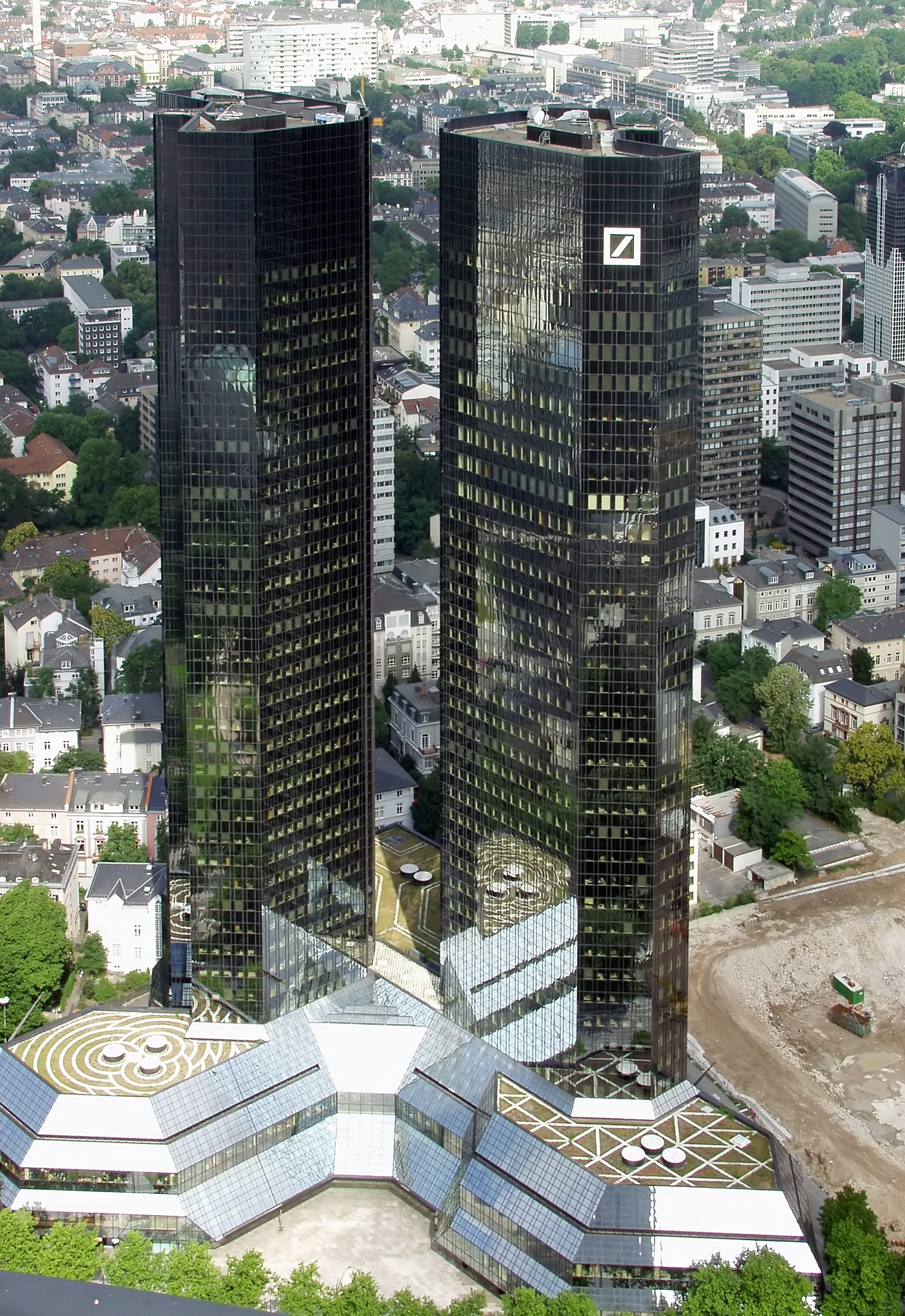
Здание штаб-квартиры «Дойче банк» во Франкфурте-на-Майне

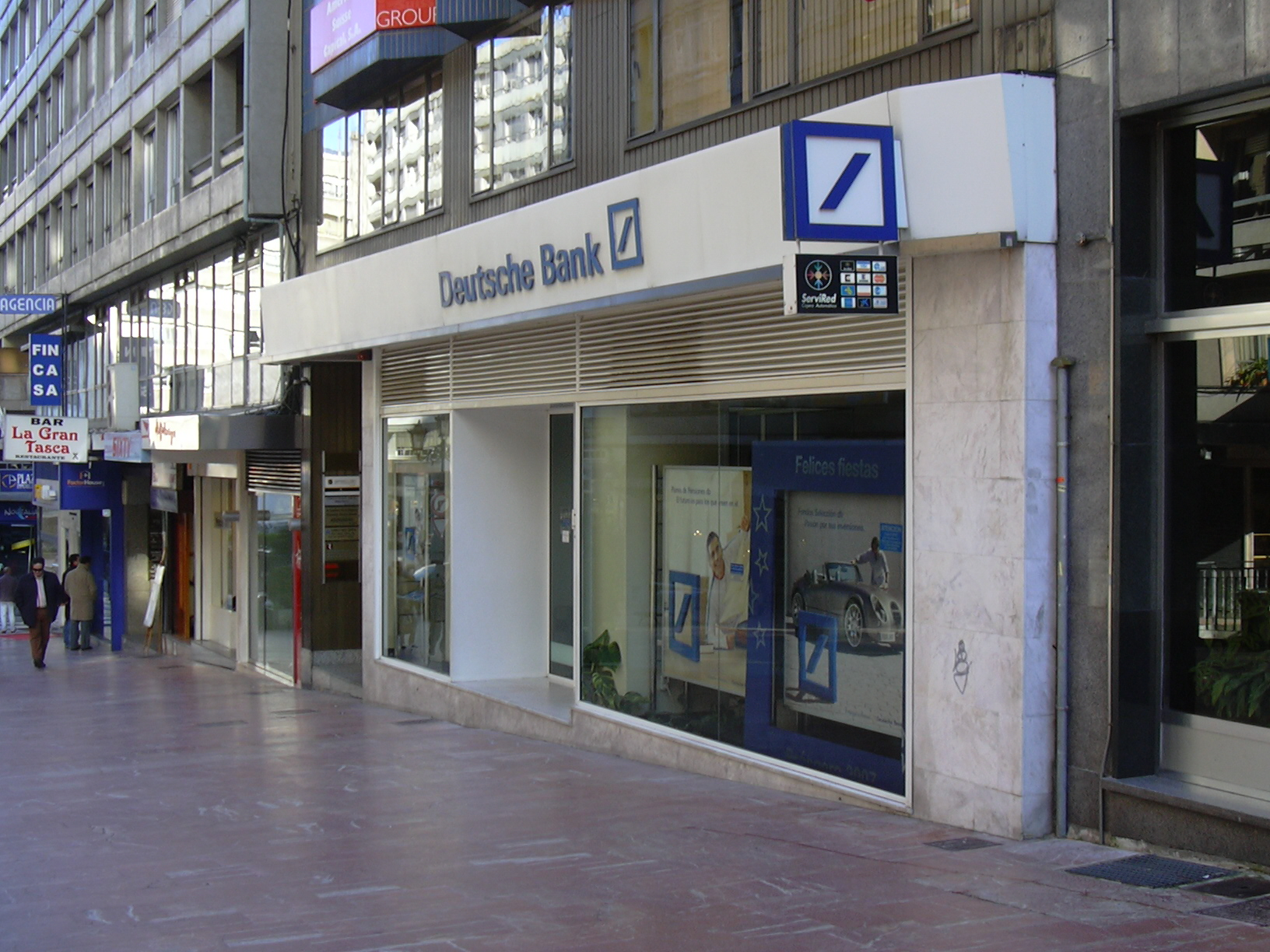
Отделение в «Дойче-банка» в Овьедо, Испания.

### Структура компании
Deutsche Bank состоит из следующих подразделений:
- Корпоративный банк (Corporate Bank) — работа на фондовых и валютных биржах, аналитические услуги для корпоративных клиентов; выручка — 7,72 млрд евро, активы — 264 млрд евро, 25,5 тыс. сотрудников;
- Инвестиционный банк (Investment Bank) — инвестиционные услуги для корпоративных клиентов и собственная инвестиционная деятельность; выручка — 9,16 млрд евро, активы — 658 млрд евро, 20 тыс. сотрудников;

- Частный банк (Private Bank) — банковские услуги частным лицам, а также малому и среднему бизнесу, в том числе через Postbank; основным регионом является Германия, также работает в Италии, Испании, Бельгии, Португалии, Польше и Индии; около 20 млн клиентов, 10 тысяч банкоматов; выручка — 9,58 млрд евро (из них 3 млрд Postbank), активы — 331 млрд евро, 38,5 тыс. сотрудников;
- Управление активами (Deutsche Asset Management) — управление активами осуществляется под брендом DWS, объём активов под управлением на конец 2023 года составил 896 млрд евро; выручка — 2,38 млрд евро, активы — 10 млрд евро, 5 тыс. сотрудников.

В структуре выручки в 2023 году из 28,9 млрд евро чистый процентный доход составил 13,6 млрд евро (доход — 44,1 млрд, расход — 30,5 млрд), комиссионные и плата за услуги — 15,3 млрд евро. Географическое распределение выручки:
- Германия — 44 %;
- Великобритания — 14 %;
- остальная Европа, Ближний Восток и Африка — 14 %;
- Америка (в основном США) — 17 %;
- Азиатско-Тихоокеанский регион — 11 %[2].

Активы на конец 2023 года составили 1,312 трлн евро, в том числе:
- выданные кредиты — 474 млрд евро,
- положительная рыночная стоимость деривативов — 252 млрд евро,
- наличные и балансы в центральных банках — 185 млрд евро[2].

Основные составляющие пассивов:
- принятые депозиты — 622 млрд евро,
- отрицательная рыночная стоимость деривативов — 238 млрд евро,
- долгосрочные долговые обязательства — 119 млрд евро[2].

В Deutsche Bank по состоянию на конец 2023 года работало 90,1 тыс. человек, из них 36,2 тыс. — в Германии.
Deutsche Bank — один из пяти банков, участвующих в Золотом фиксинге. Другими участниками являются Bank of Nova Scotia, Barclays Bank, HSBC Bank USA и Société Générale.
|                     | 2001…  | 2006…  | 2011  | 2012  | 2013  | 2014  | 2015   | 2016   | 2017   | 2018  | 2019   | 2020  | 2021  | 2022  | 2023  |
| ------------------- | ------ | ------ | ----- | ----- | ----- | ----- | ------ | ------ | ------ | ----- | ------ | ----- | ----- | ----- | ----- |
| Выручка             | 28,52… | 28,57… | 33,23 | 33,74 | 31,92 | 31,95 | 33,53  | 30,01  | 26,45  | 25,32 | 23,77  | 24,03 | 25,41 | 27,21 | 28,88 |
| Чистая прибыль      | 0,167… | 6,079… | 4,326 | 0,316 | 0,681 | 1,691 | -6,772 | -1,356 | -0,735 | 0,314 | -5,265 | 0,624 | 2,510 | 5,659 | 4,892 |
| Активы              | 918,2… | 1521…  | 2164  | 2022  | 1611  | 1709  | 1629   | 1591   | 1475   | 1348  | 1298   | 1325  | 1324  | 1337  | 1312  |
| Собственный капитал | 40,19… | 33,17… | 53,39 | 54,00 | 54,72 | 68,35 | 62,68  | 59,83  | 63,17  | 68,74 | 62,16  | 62,20 | 68,03 | 72,33 | 74,82 |

В 2023 году Deutsche Bank занял 29-е место среди крупнейших инвестиционных компаний мира по размеру активов под управлением ($877 млрд).
В списке Forbes Global 2000 Deutsche Bank в 2023 году занял 188-е место.

## Руководство
- Александер Винандтс[англ.] (род. 1 августа 1960 года) — независимый председатель наблюдательного совета Deutsche Bank с мая 2022 года. С 2008 по 2020 год возглавлял нидерландскую страховую компанию AEGON.
- Кристиан Зевинг[англ.] (род. 24 апреля 1970 года) — главный исполнительный директор с 8 апреля 2018 года, вся карьера проходила в Deutsche Bank; образование — Франкфуртская школа финансов и менеджмента[англ.].

## Акционеры
Крупнейшие акционеры Deutsche Bank по состоянию на 2024 год: BlackRock (6,04 % акций), Хамад Аль Тани (4,75 %), The Vanguard Group (3,92 %), DWS Group (3,83 %), Тани Бен Хамад Аль Тани (3,18 %), Hudson Executive Capital (3,08 %), CPR Asset Management (2,18 %), Arrowstreet Capital (2,13 %), Amundi (1,64 %), Goldman Sachs (1,37 %), Государственный пенсионный фонд Норвегии (1,20 %).

## Deutsche Bank в России
В России Deutsche Bank не предоставляет населению розничных банковских услуг за исключением управления крупными частными капиталами. Банк предлагает в основном инвестиционно-банковские и коммерческие услуги.
Свою деятельность в России Deutsche Bank начал ещё в 1881 году, войдя в состав акционеров «Русского банка внешней торговли» в Санкт-Петербурге и выпустив первые облигации российских железных дорог. Отношения с Советским союзом начал налаживать в 1926 году, возглавив первый консорциум по финансированию экспортных поставок в СССР. В 1970-е годы Deutsche Bank выступал организатором финансирования поставок труб для строительства газопровода для экспорта советского газа за рубеж. Deutsche Bank стал первым иностранным банком, получившим лицензию на открытие представительства в Москве (в 1972 году). В 1998 году было основано ООО «Дойче Банк» в России.
В 2001 году Deutsche Bank открыл в Москве Центр разработки ПО, который специализируется на создании технологических решений для торговли ликвидными финансовыми инструментами. Это программное обеспечение используется не только в России, но и в других странах. В 2009 году офис Центра был открыт и в Санкт-Петербурге. В 2011 году Московский офис Центра разработки Deutsche Bank получил первый в России золотой сертификат LEED за эффективное использование ресурсов и высокие характеристики энергосбережения.
В 2003 году Deutsche Bank приобрёл 40 % уставного капитала Объединённой финансовой группы, одной из ведущих независимых российских инвестиционных компаний, а в 2006 — оставшиеся 60 %. Следующим приобретением стала покупка 40 % акций ЗАО «ОФГ Инвест», российской управляющей компании, входящей в группу компаний UFG Asset Management, с возможностью в будущем увеличить свою долю до 100 %. C 2009 года ЗАО «ОФГ Инвест» работает под брендом Deutsche UFG Capital Management.
В 2005 году Deutsche Bank начал деятельность на российском рынке коллективных инвестиций. Были зарегистрированы и начали работать пять паевых инвестиционных фондов УК «ДВС Инвестмент» в России. 1 декабря он стал лауреатом премии «Золотой банковский лев» в номинации «Банк с участием иностранного капитала, внесший наибольший вклад в развитие экономики России».
В деятельности банка в России были и негативные аспекты. В 2009 году было установлено, что через Deutsche Bank выводились 550 млн рублей из 1,15 млрд, похищенных 13 ноября 2009 года из ПФР. Все деньги были возвращены.
В мае 2015 года центральный офис Deutsche Bank начал внутреннее расследование в отношении московского филиала банка по подозрению в отмывании денег, полученных сомнительным путём.
18 сентября 2015 года Дойче банк Россия объявил о значительном сокращении своей деятельности в России. Российское отделение будет лишь предоставлять услуги по торговому финансированию, управлению денежными средствами клиентов, финансированию оборотного капитала и валютным операциям, однако все другие услуги российским клиентам будут предоставляться из международных центров Deutsche Bank.
ЦБ РФ обнародовал результаты расследования относительно подозрительных операций, которые совершал бывший начальник отдела торговли акциями московской дочерней компании Deutsche Bank — ООО «Дойче-банк» в период с 9 января 2013 по 2 июля 2015 года. Проверка проводилась в течение года совместно с Федеральным управлением финансового надзора Германии. «Внутридневные обратные сделки с высоколиквидными акциями осуществлялись от имени Deutsche Bank в пользу его клиента — Deutsche Bank London Branch — трейдером Юрием Хиловым. Контрагентами по сделке были физические лица из числа его родственников, на имя которых были открыты брокерские счета в нескольких крупных компаниях-профучастниках»,— сообщил на брифинге начальник главного управления противодействия недобросовестным практикам поведения на открытом рынке ЦБ РФ Валерий Лях. В результате этих сделок родственники господина Хилова (жена, тесть и теща) получали стабильный положительный финансовый результат, контрагент же, в пользу которого формально совершал операции Юрий Хилов, всегда нес убытки. По оценке ЦБ, за три года прямая прибыль этих физлиц составила около 255 млн руб. При этом регулятор предполагает, что подобные операции совершались с 2009 года. «Таким образом, необоснованный доход в целом может составлять до 0,5 млрд руб.»,— подчеркнул господин Лях.
В мае 2018 года банк сообщил о подписании соглашения с Нижнекамскнефтехимом (НКНХ), в соответствии с которым банк предоставит кредит в размере 807 млн евро на строительство современной линии по производству этилена, которая должна войти в эксплуатацию в 2022 году. В октябре того же года было объявлено о предоставлении НКНХ дальнейшего кредита в размере 240 млн евро на финансирование проекта по строительству новой газотурбинной теплоэлектростанции мощностью 495 мегаватт, строительство которой должно быть завершено в 2021 году.
В июне 2017 года главой Deutsche Bank в России был назначен Борислав Иванов, сменив на этом посту Аннетт Фивег. В мае 2018 года в интервью Reuters он назвал Россию приоритетным рынком и заявил о завершении процесса преобразования операций местного подразделения и отсутствии планов по существенному сокращению персонала банка в РФ. По его словам, сокращение банком операций в сфере инвестиционного банкинга в Москве является частью глобальной реструктуризации. «На текущий момент в России у нас работают 1250 человек, более 200 из которых — банковские сотрудники, а свыше 1000 работают в техцентре. Нет планов существенно сокращать это число. Россия является для нас одним из приоритетов. Здесь, в России, мы уже завершили большую часть запланированных преобразований, и сейчас мы сосредоточены на развитии нашего ключевого бизнеса — коммерческого банкинга», — сказал Иванов, имея в виду расположенное в Москве подразделение банка, которое предоставляет кредитору услуги в области IT на глобальном рынке.
В мае 2024 года Арбитражный суд Санкт-Петербурга и Ленинградской области арестовал российские активы и имущество Deutsche Bank на сумму около 239 млн евро по иску ООО «Русхимальянс». Банк выступал гарантом компании-подрядчика Linde, строившей газоперерабатывающий комплекс под Усть-Лугой. Из-за санкций работы были прекращены, после чего «Русхимальянс» обратилось в суд.

### Отмывание российских денег
В 2016 и 2017 году банк обвинялся (см. «кризис финансовой стабильности») в отмывании российских денег. В 2017 в США и Великобритании он был оштрафован в порядке мирового соглашения на сумму в 630 миллионов $ за отмывание 10 миллиардов долларов США (или 570 миллиардов рублей по состоянию на декабрь 2017 года).
Рейтинговое агентство АКРА присвоило в 2017 году ООО «Дойче Банк» рейтинговую оценку AAА(RU) со стабильным прогнозом. Рейтинг ежегодно подтверждается (2018-2024).

## Критика

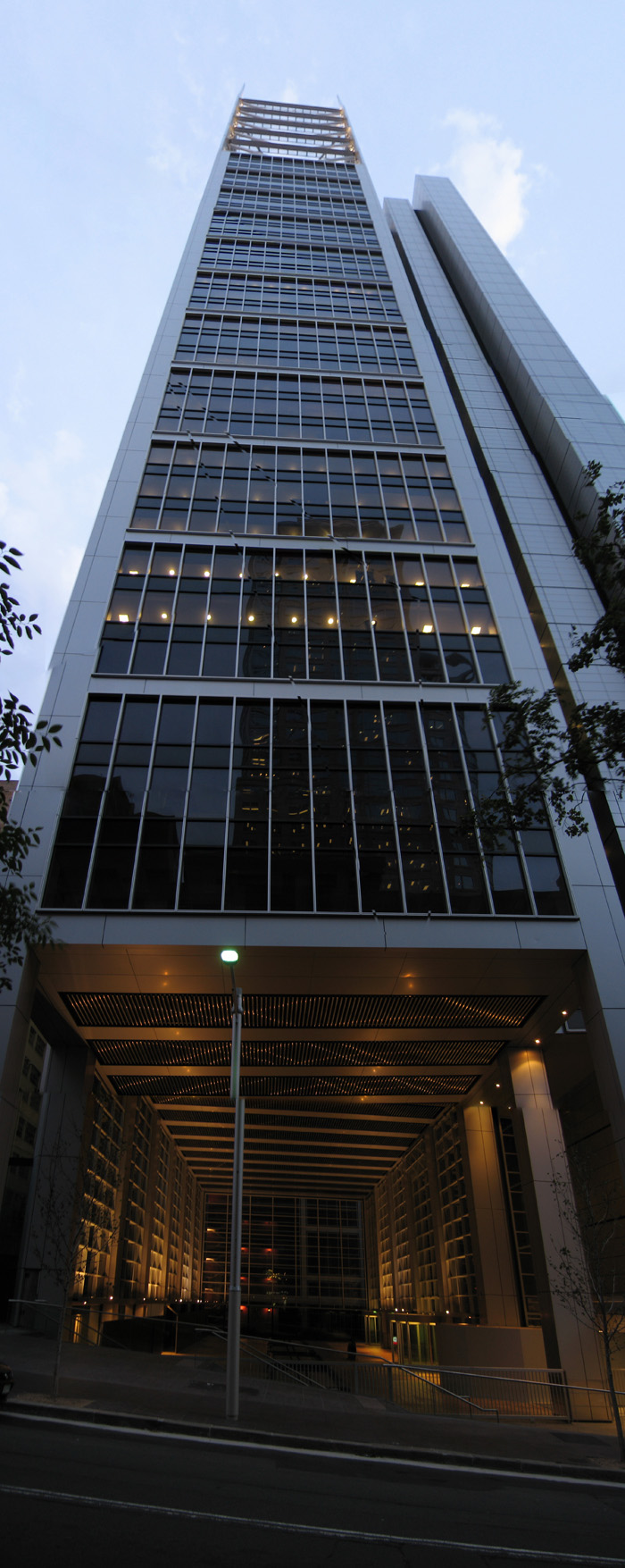
Deutsche Bank Place: офисное здание «Deutsche Bank» в Сиднее

Материал, опубликованный Wall Street Journal в 2009 году, обвинял Deutsche Bank в слежке за теми, кто критиковал деятельность банка или судился с банком. Речь шла о списке из 20 человек и периоде с 2001 по 2007 год. Банк нанял нью-йоркскую юридическую фирму Cleary Gottlieb Steen & Hamilton для проведения независимого расследования этих инцидентов, однако результаты расследования были опубликованы лишь в форме пресс-релиза Deutsche Bank, в котором утверждалось, что это были единичные случаи по инициативе отдельных сотрудников юридического отдела и службы безопасности банка.
Летом 2012 года банк оказался в центре крупного скандала, когда стало известно, что его сотрудники сознательно участвовали в схеме искажения размера межбанковской ставки LIBOR с целью оптимизации прибыли. В участии в махинациях подозревались также банки Citigroup, J.P. Morgan и Barclays. 23 апреля 2015 года Deutsche Bank был оштрафован на 2,5 млрд $ в пользу английских и американских регуляторов рынка.
По данным расследования, проведённого международным консорциумом журналистских расследований, газетой Süddeutsche Zeitung и общественной телерадиокомпанией NDR, сингапурское отделение Deutsche Bank помогало клиентам уклоняться от уплаты налогов, открывая компании в оффшорных зонах, в первую очередь на Британских Виргинских островах. Всего на 2013 год удалось получить сведения о 309 оффшорных компаниях и трастовых фондах, в регистрации и управлении которыми участвовал Deutsche Bank, среди клиентов значатся крупные компании и государственные деятели Китая, Азербайджана, России, Канады, Пакистана, Филиппин, Таиланда, Монголии и других стран.
5 ноября 2015 года Deutsche Bank был оштрафован американскими регуляторами на 258 млн долларов за нарушение санкций против Бирмы, Ливии, Судана, Ирана и Сирии. По данным американских федеральных властей, банк в период с 1999 по 2006 год осуществил 27 200 трансакций на сумму 10,86 млрд долларов для финансовых институтов этих стран.